# 園田恭一
園田 恭一（そのだ きょういち、1932年10月17日 ‐ 2010年2月14日）は、日本の医療社会学者。

## 略歴
東京出身。1962年東京大学大学院社会科学研究科博士課程満期退学、東京大学文学部助手、1964年お茶の水女子大学文教育学部講師、助教授、1968年東京大学医学部助教授、83年教授、1993年定年退官し、名誉教授となり、東洋大学社会学部教授、2003年新潟医療福祉大学教授、2005年特任教授。1983年「保健・医療におけるCommunityの問題 アメリカおよびイギリスを中心として」で保健学博士（東京大学）。日本保健医療社会学会会長を務めた。医療福祉学が専門。

## 著書
- 『地域社会論』日本評論社 1969
- 『現代コミュニティ論』東京大学出版会 1978
- Health and illness in changing Japanese society University of Tokyo Press c1988
- 『保健・医療・福祉と地域社会』有信堂高文社 1991
- 『健康の理論と保健社会学』東京大学出版会 1993
- 『地域福祉とコミュニティ』有信堂高文社 1999
- 『社会的健康論』東信堂 2010

### 共編著
- 『講座現代生活研究 2 生活原論』田辺信一共編著 ドメス出版 1971
- 『保健医療の社会学 健康生活の社会的条件』米林喜男共編 1983 有斐閣選書
- 『講座人間と医療を考える 第5巻 社会学と医療』共編 弘文堂 1992
- 『保健社会学』共編 有信堂高文社 1993
- 『健康観の転換 新しい健康理論の展開』川田智恵子共編 東京大学出版会 1995
- 『社会福祉とコミュニティ 共生・共同・ネットワーク』編 東信堂 2003
- 『保健・医療・福祉の研究・教育・実践』山手茂,米林喜男共編 東信堂 2007
- 『ソーシャル・インクルージョンの社会福祉 新しい〈つながり〉を求めて』西村昌記共編著 ミネルヴァ書房 2008

翻訳
- W.G.サムナー『フォークウェイズ』青柳清孝, 山本英治共訳 青木書店 現代社会学大系 1975

## 関連書籍
- 『園田保健社会学の形成と展開』山手茂、須田木綿子編 東信堂 2013

## 論文
- 園田恭一 - CiNii Articles 検索

## その他
- 日本保健医療社会学会では若手の保健医療社会学者の育成に資するために、「園田賞」が2012年に創設された[4]。